# 士別市

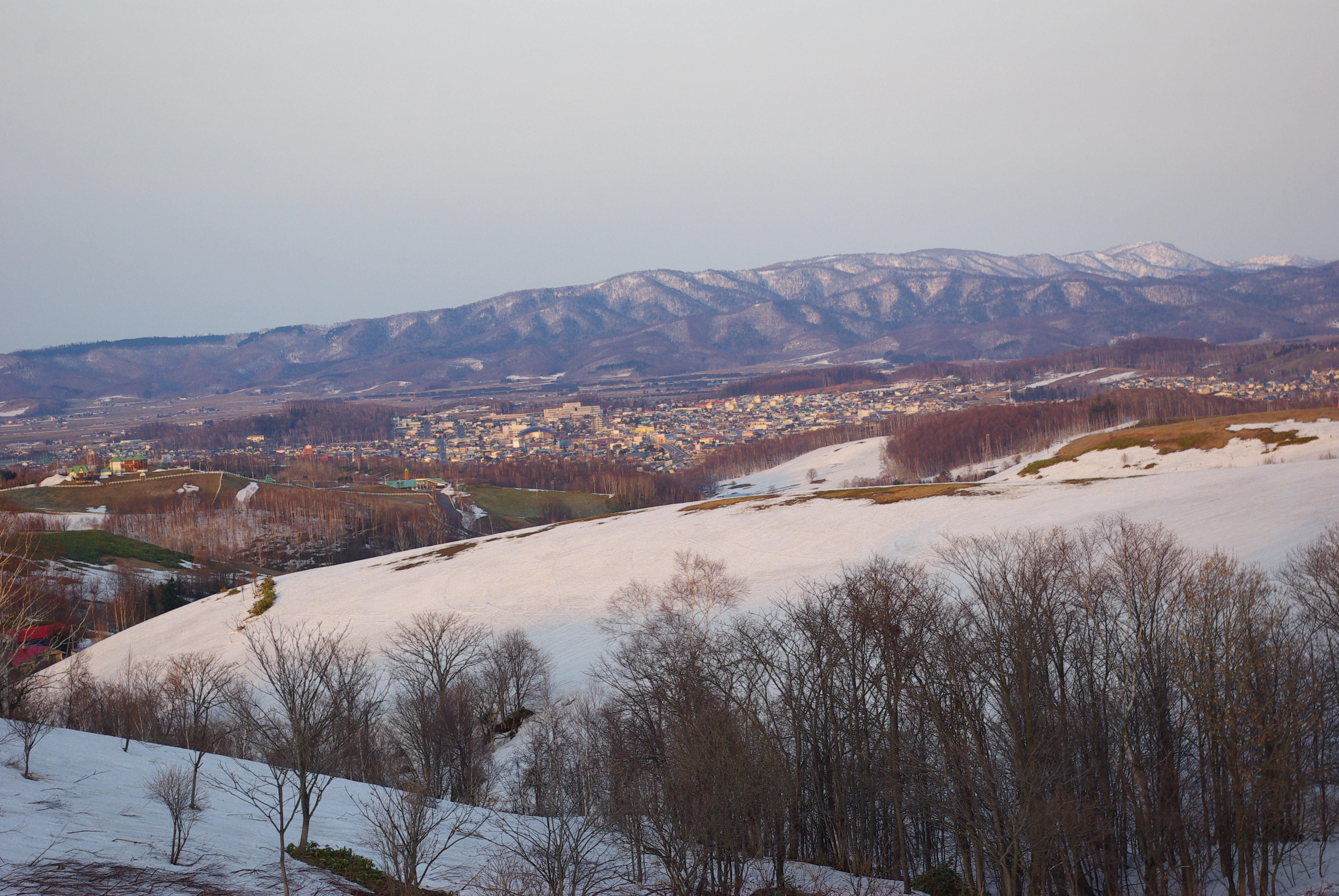
士別市満天の丘より中心部を望む

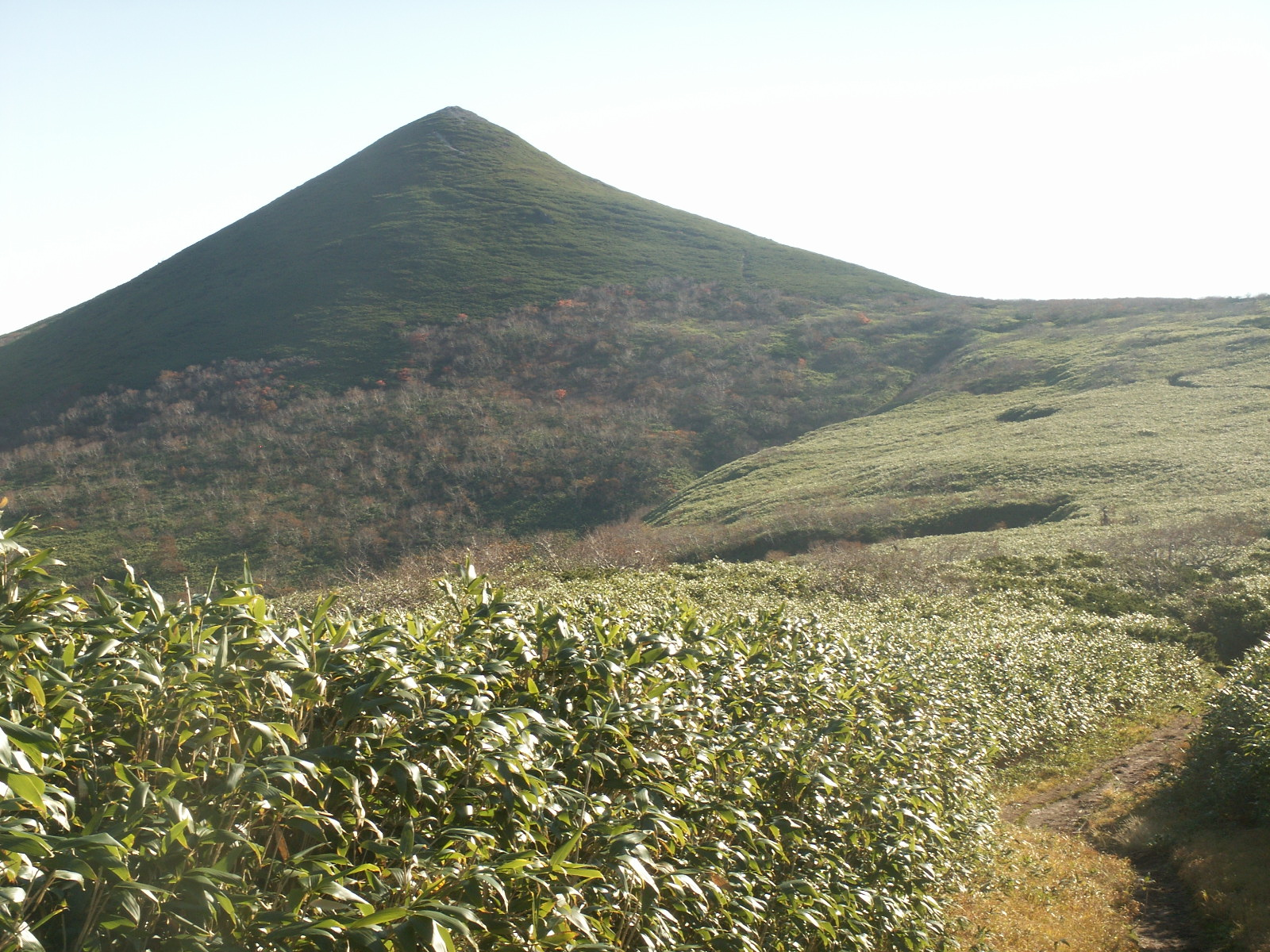
天塩岳

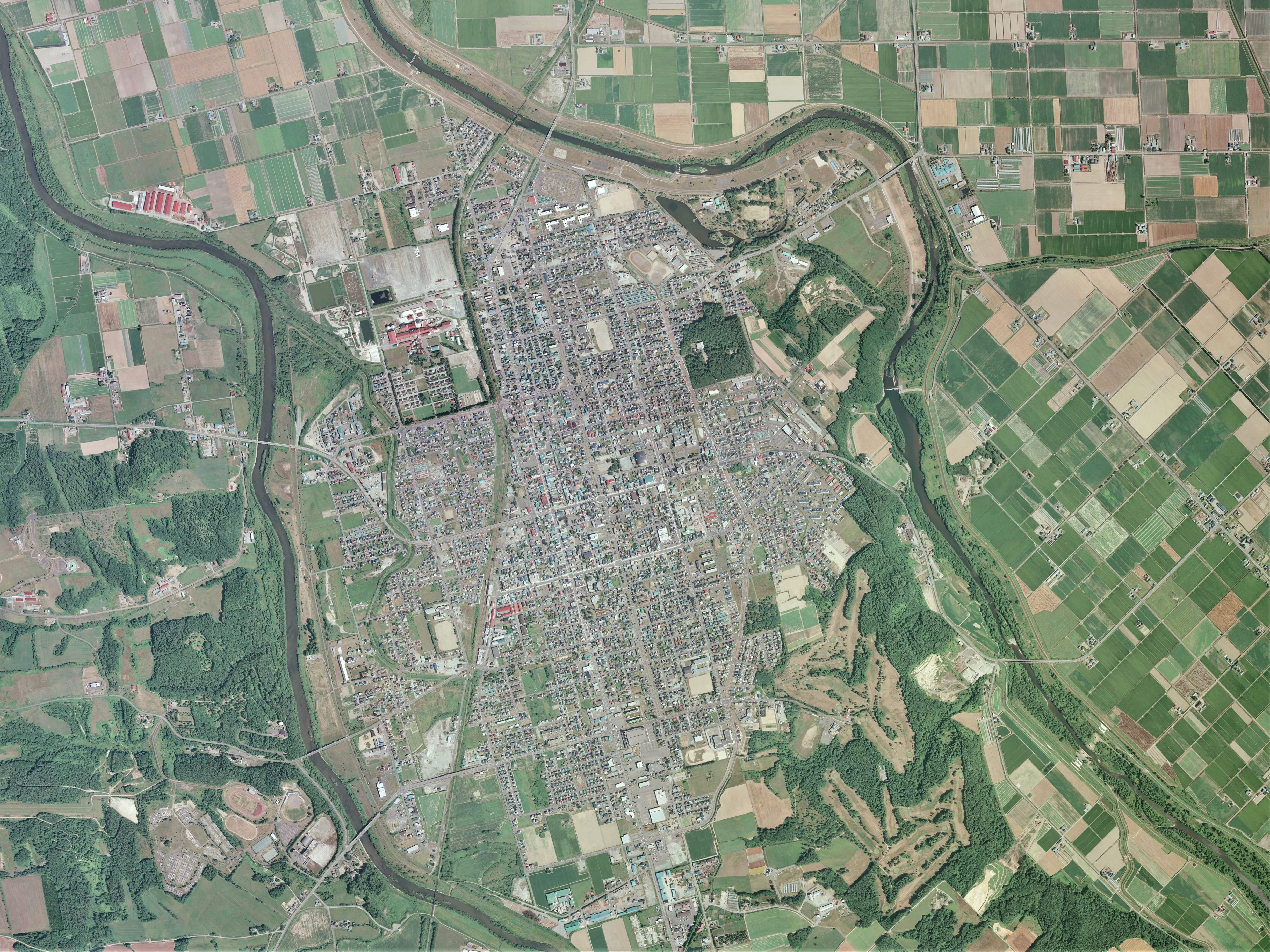
士別市中心部周辺の空中写真。2011年8月13日撮影の6枚を合成作成。
。

士別市（しべつし）は、北海道上川地方北部にある市。

## 概要
最後の屯田兵村の一つであり、農業の集散地として発展してきた。士別駅付近には多数のレンガ造りの農業倉庫があり、現在でも使用されている。また、羊のまちでもあり、郊外の観光施設「羊と雲の丘」「めん羊牧場」では、めん羊の放牧や飼育風景を見ることができる。士別剣淵インターチェンジの東にある「かわにしの丘」には丘陵風景が広がっている。スポーツ合宿が盛んで、夏には実業団・大学など多くのスポーツチームが、涼しい気候を求めて合宿にやって来る。

### 地名の由来
- アイヌ語の「シペッ（大いなる川）」から地名がついた。

## 地理
中心市街地は名寄盆地の南部、天塩川と剣淵川の合流点付近にある。市の東部は北見山地に、西部の温根別地区は天塩山地に続く山地となっている。市の東部にある岩尾内湖は天塩川の最上流である。道内の根室管内に同じ読みの標津町があるため、「しべつし」と市を加えたり「（漢字から）サムライ士別」と読んで区別する場合がある。

### 地形

#### 山地
主な山
- 北見山地
- 天塩山地
- 天塩岳
- 於鬼頭岳

#### 河川
主な川
- 剣淵川
- 天塩川

#### 湖沼
主な湖
- 岩尾内湖

### 住宅団地
- 道営住宅サウスタウン青葉

#### 消滅集落
2015年国勢調査によれば、以下の集落は調査時点で人口0人の消滅集落となっている。
- 士別市 - 温根別町伊文

### 人口
| |                                        |  |
| 士別市と全国の年齢別人口分布（2005年） | 士別市の年齢・男女別人口分布（2005年） |  |
| ■紫色 ― 士別市 ■緑色 ― 日本全国 | ■青色 ― 男性 ■赤色 ― 女性              |  |
| 士別市（に相当する地域）の人口の推移 \| 1970年（昭和45年） \| 38,145人 \| \| \| 1975年（昭和50年） \| 33,741人 \| \| \| 1980年（昭和55年） \| 32,103人 \| \| \| 1985年（昭和60年） \| 30,459人 \| \| \| 1990年（平成2年） \| 28,162人 \| \| \| 1995年（平成7年） \| 26,403人 \| \| \| 2000年（平成12年） \| 24,991人 \| \| \| 2005年（平成17年） \| 23,411人 \| \| \| 2010年（平成22年） \| 21,797人 \| \| \| 2015年（平成27年） \| 19,914人 \| \| \| 2020年（令和2年） \| 17,858人 \| \| |                                        |  |
| 総務省統計局 国勢調査より |                                        |  |
| 1970年（昭和45年） | 38,145人                               |  |
| 1975年（昭和50年） | 33,741人                               |  |
| 1980年（昭和55年） | 32,103人                               |  |
| 1985年（昭和60年） | 30,459人                               |  |
| 1990年（平成2年） | 28,162人                               |  |
| 1995年（平成7年） | 26,403人                               |  |
| 2000年（平成12年） | 24,991人                               |  |
| 2005年（平成17年） | 23,411人                               |  |
| 2010年（平成22年） | 21,797人                               |  |
| 2015年（平成27年） | 19,914人                               |  |
| 2020年（令和2年） | 17,858人                               |  |

### 隣接している自治体
北海道
- 上川総合振興局管内
  - 名寄市、幌加内町、剣淵町、和寒町、比布町、上川町、下川町
- オホーツク総合振興局管内
  - 滝上町

## 気候
ケッペンの気候区分によると、士別市は亜寒帯湿潤気候または湿潤大陸性気候に属する。寒暖の差が大きく気温の年較差、日較差が大きい顕著な大陸性気候である。降雪量が多く、周辺の自治体と同様に特別豪雪地帯に指定されている。
冬季は-30℃前後の気温が観測されることが珍しくなく、近年でも2014年2月8日に-31.2℃、2020年2月9日に-31.7℃を観測している。
| 士別（1991年 - 2020年、標高135 m）の気候 | 士別（1991年 - 2020年、標高135 m）の気候 | 士別（1991年 - 2020年、標高135 m）の気候 | 士別（1991年 - 2020年、標高135 m）の気候 | 士別（1991年 - 2020年、標高135 m）の気候 | 士別（1991年 - 2020年、標高135 m）の気候 | 士別（1991年 - 2020年、標高135 m）の気候 | 士別（1991年 - 2020年、標高135 m）の気候 | 士別（1991年 - 2020年、標高135 m）の気候 | 士別（1991年 - 2020年、標高135 m）の気候 | 士別（1991年 - 2020年、標高135 m）の気候 | 士別（1991年 - 2020年、標高135 m）の気候 | 士別（1991年 - 2020年、標高135 m）の気候 | 士別（1991年 - 2020年、標高135 m）の気候 |
| 月                                       | 1月                                      | 2月                                      | 3月                                      | 4月                                      | 5月                                      | 6月                                      | 7月                                      | 8月                                      | 9月                                      | 10月                                     | 11月                                     | 12月                                     | 年                                       |
| ---------------------------------------- | ---------------------------------------- | ---------------------------------------- | ---------------------------------------- | ---------------------------------------- | ---------------------------------------- | ---------------------------------------- | ---------------------------------------- | ---------------------------------------- | ---------------------------------------- | ---------------------------------------- | ---------------------------------------- | ---------------------------------------- | ---------------------------------------- |
| 最高気温記録 °C （°F）                   | 6.8 (44.2)                               | 11.8 (53.2)                              | 14.4 (57.9)                              | 26.6 (79.9)                              | 32.8 (91)                                | 36.3 (97.3)                              | 36.2 (97.2)                              | 37.0 (98.6)                              | 31.8 (89.2)                              | 26.6 (79.9)                              | 19.9 (67.8)                              | 11.1 (52)                                | 37.0 (98.6)                              |
| 平均最高気温 °C （°F）                   | −4.3 (24.3)                              | −2.8 (27)                                | 1.9 (35.4)                               | 9.5 (49.1)                               | 17.5 (63.5)                              | 22.0 (71.6)                              | 25.4 (77.7)                              | 25.6 (78.1)                              | 21.2 (70.2)                              | 14.1 (57.4)                              | 5.4 (41.7)                               | −1.8 (28.8)                              | 11.2 (52.2)                              |
| 日平均気温 °C （°F）                     | −8.5 (16.7)                              | −7.7 (18.1)                              | −2.8 (27)                                | 4.2 (39.6)                               | 11.2 (52.2)                              | 15.8 (60.4)                              | 19.7 (67.5)                              | 20.1 (68.2)                              | 15.5 (59.9)                              | 8.8 (47.8)                               | 1.7 (35.1)                               | −5.2 (22.6)                              | 6.1 (43)                                 |
| 平均最低気温 °C （°F）                   | −14.5 (5.9)                              | −14.2 (6.4)                              | −8.5 (16.7)                              | −0.9 (30.4)                              | 5.2 (41.4)                               | 10.5 (50.9)                              | 15.0 (59)                                | 15.7 (60.3)                              | 10.6 (51.1)                              | 4.0 (39.2)                               | −1.9 (28.6)                              | −9.9 (14.2)                              | 0.9 (33.6)                               |
| 最低気温記録 °C （°F）                   | −35.1 (−31.2)                            | −34.2 (−29.6)                            | −28.9 (−20)                              | −13.0 (8.6)                              | −5.0 (23)                                | 0.4 (32.7)                               | 4.6 (40.3)                               | 4.5 (40.1)                               | 0.2 (32.4)                               | −6.4 (20.5)                              | −20.4 (−4.7)                             | −29.0 (−20.2)                            | −35.1 (−31.2)                            |
| 降水量 mm （inch）                       | 64.2 (2.528)                             | 49.2 (1.937)                             | 52.2 (2.055)                             | 46.7 (1.839)                             | 62.9 (2.476)                             | 66.3 (2.61)                              | 130.5 (5.138)                            | 152.3 (5.996)                            | 148.8 (5.858)                            | 116.0 (4.567)                            | 125.7 (4.949)                            | 102.3 (4.028)                            | 1,117.6 (44)                             |
| 平均降水日数 （≥1.0 mm）                 | 17.4                                     | 14.6                                     | 14.7                                     | 10.8                                     | 10.7                                     | 10.0                                     | 11.7                                     | 12.3                                     | 13.9                                     | 15.8                                     | 19.7                                     | 21.5                                     | 172.9                                    |
| 平均月間日照時間                         | 47.6                                     | 75.0                                     | 117.2                                    | 159.3                                    | 189.8                                    | 168.4                                    | 162.6                                    | 152.2                                    | 147.2                                    | 114.6                                    | 48.0                                     | 31.8                                     | 1,410.1                                  |
| 出典1：Japan Meteorological Agency       |                                          |                                          |                                          |                                          |                                          |                                          |                                          |                                          |                                          |                                          |                                          |                                          |                                          |
| 出典2：気象庁                            |                                          |                                          |                                          |                                          |                                          |                                          |                                          |                                          |                                          |                                          |                                          |                                          |                                          |

| 朝日（1991年 - 2020年、標高225 m）の気候 | 朝日（1991年 - 2020年、標高225 m）の気候 | 朝日（1991年 - 2020年、標高225 m）の気候 | 朝日（1991年 - 2020年、標高225 m）の気候 | 朝日（1991年 - 2020年、標高225 m）の気候 | 朝日（1991年 - 2020年、標高225 m）の気候 | 朝日（1991年 - 2020年、標高225 m）の気候 | 朝日（1991年 - 2020年、標高225 m）の気候 | 朝日（1991年 - 2020年、標高225 m）の気候 | 朝日（1991年 - 2020年、標高225 m）の気候 | 朝日（1991年 - 2020年、標高225 m）の気候 | 朝日（1991年 - 2020年、標高225 m）の気候 | 朝日（1991年 - 2020年、標高225 m）の気候 | 朝日（1991年 - 2020年、標高225 m）の気候 |
| 月                                       | 1月                                      | 2月                                      | 3月                                      | 4月                                      | 5月                                      | 6月                                      | 7月                                      | 8月                                      | 9月                                      | 10月                                     | 11月                                     | 12月                                     | 年                                       |
| ---------------------------------------- | ---------------------------------------- | ---------------------------------------- | ---------------------------------------- | ---------------------------------------- | ---------------------------------------- | ---------------------------------------- | ---------------------------------------- | ---------------------------------------- | ---------------------------------------- | ---------------------------------------- | ---------------------------------------- | ---------------------------------------- | ---------------------------------------- |
| 最高気温記録 °C （°F）                   | 8.3 (46.9)                               | 14.6 (58.3)                              | 15.9 (60.6)                              | 26.7 (80.1)                              | 32.8 (91)                                | 36.4 (97.5)                              | 36.9 (98.4)                              | 37.2 (99)                                | 32.0 (89.6)                              | 26.6 (79.9)                              | 20.3 (68.5)                              | 12.4 (54.3)                              | 37.2 (99)                                |
| 平均最高気温 °C （°F）                   | −3.9 (25)                                | −2.8 (27)                                | 1.8 (35.2)                               | 9.4 (48.9)                               | 17.5 (63.5)                              | 22.1 (71.8)                              | 25.6 (78.1)                              | 25.6 (78.1)                              | 21.2 (70.2)                              | 13.9 (57)                                | 5.3 (41.5)                               | −1.6 (29.1)                              | 11.2 (52.2)                              |
| 日平均気温 °C （°F）                     | −8.0 (17.6)                              | −7.4 (18.7)                              | −2.9 (26.8)                              | 3.9 (39)                                 | 10.9 (51.6)                              | 15.8 (60.4)                              | 19.7 (67.5)                              | 20.0 (68)                                | 15.2 (59.4)                              | 8.3 (46.9)                               | 1.5 (34.7)                               | −5.0 (23)                                | 6.0 (42.8)                               |
| 平均最低気温 °C （°F）                   | −13.2 (8.2)                              | −13.3 (8.1)                              | −8.5 (16.7)                              | −1.6 (29.1)                              | 4.5 (40.1)                               | 10.1 (50.2)                              | 14.8 (58.6)                              | 15.4 (59.7)                              | 10.0 (50)                                | 3.4 (38.1)                               | −2.3 (27.9)                              | −9.3 (15.3)                              | 0.8 (33.4)                               |
| 最低気温記録 °C （°F）                   | −28.8 (−19.8)                            | −29.0 (−20.2)                            | −27.0 (−16.6)                            | −14.7 (5.5)                              | −4.8 (23.4)                              | −0.7 (30.7)                              | 3.5 (38.3)                               | 4.6 (40.3)                               | 0.1 (32.2)                               | −5.8 (21.6)                              | −17.1 (1.2)                              | −26.3 (−15.3)                            | −29.0 (−20.2)                            |
| 降水量 mm （inch）                       | 48.2 (1.898)                             | 37.1 (1.461)                             | 47.3 (1.862)                             | 49.4 (1.945)                             | 69.5 (2.736)                             | 73.1 (2.878)                             | 139.2 (5.48)                             | 149.1 (5.87)                             | 151.0 (5.945)                            | 123.1 (4.846)                            | 104.8 (4.126)                            | 76.2 (3)                                 | 1,067.9 (42.043)                         |
| 平均降水日数 （≥1.0 mm）                 | 17.2                                     | 13.8                                     | 14.5                                     | 11.6                                     | 11.5                                     | 9.7                                      | 11.3                                     | 11.9                                     | 13.5                                     | 16.4                                     | 19.0                                     | 20.0                                     | 170.4                                    |
| 平均月間日照時間                         | 59.5                                     | 77.8                                     | 117.3                                    | 154.4                                    | 193.1                                    | 172.5                                    | 166.1                                    | 156.4                                    | 151.2                                    | 118.6                                    | 53.3                                     | 38.1                                     | 1,460.6                                  |
| 出典1：Japan Meteorological Agency       |                                          |                                          |                                          |                                          |                                          |                                          |                                          |                                          |                                          |                                          |                                          |                                          |                                          |
| 出典2：気象庁                            |                                          |                                          |                                          |                                          |                                          |                                          |                                          |                                          |                                          |                                          |                                          |                                          |                                          |

## 歴史

### 沿革

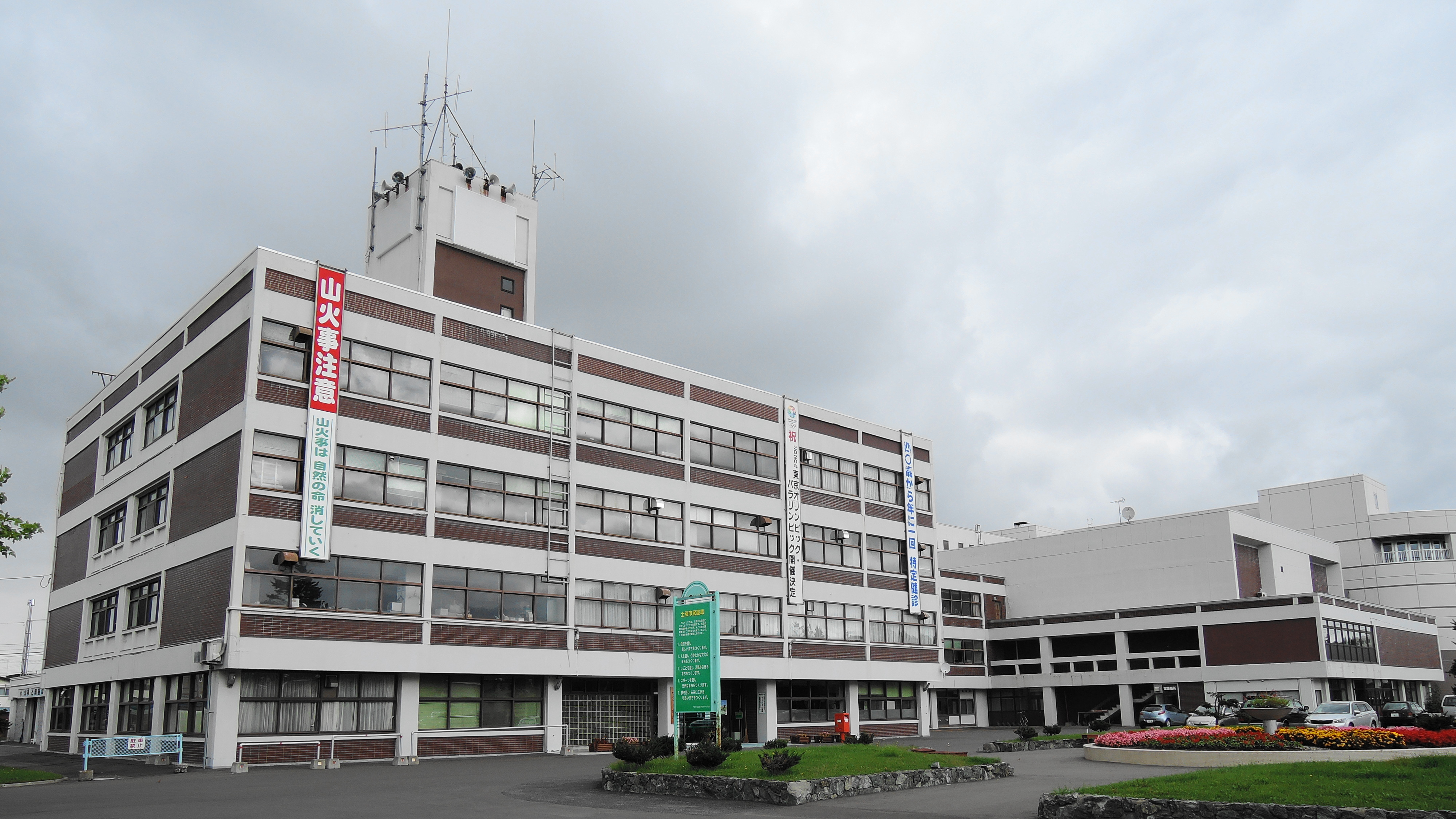
旧士別市役所（2013年）

- 1857年(安政4年) - 松浦武四郎が天塩川の流域を調査。天塩日誌にまとめられる。
- 1899年(明治32年) - 屯田兵制度最後となる兵村がおかれ、約100戸が入植した。士別神社の創建。
- 1901年(明治34年) - 多寄神社の創建。
- 1902年 - 二級町村制施行により、士別村が誕生。
- 1915年(大正4年) - 町制施行、士別町となる。
- 1954年（昭和29年）7月1日 - 士別町、上士別村、多寄村、温根別村が合併・市制施行、士別市が誕生。
- 2005年（平成17年）9月1日 - （旧）士別市と朝日町（上士別村字奥士別）の新設合併により、（新）士別市が誕生。
- 2020年（令和2年）5月7日 - 士別市市役所新庁舎開庁[5]。

### 旧士別市歴代市長
| 代   | 氏名         | 就任年月日    | 退任年月日    |
| ---- | ------------ | ------------- | ------------- |
| 初代 | 三浦満吉     | 1954年8月9日  | 1956年6月9日  |
| 2代  | 佐々木良五郎 | 1956年8月10日 | 1964年8月9日  |
| 3代  | 木村伊三郎   | 1964年8月10日 | 1974年4月18日 |
| 4代  | 國井英吉     | 1974年5月25日 | 1990年5月24日 |
| 5代  | 樫木実       | 1990年5月25日 | 1998年5月24日 |
| 6代  | 田苅子進     | 1998年5月25日 | 2005年8月31日 |

## 行政

### 市長
士別市長（しべつしちょう）は、北海道士別市の首長。
| 代   | 氏名     | 就任年月日    | 退任年月日    | 備考       |
| ---- | -------- | ------------- | ------------- | ---------- |
| 初代 | 田苅子進 | 2005年9月25日 | 2009年9月24日 | 旧士別市長 |
| 2代  | 牧野勇司 | 2009年9月25日 | 2021年9月24日 |            |
| 3代  | 渡辺英次 | 2021年9月25日 |               |            |

## 施設

### 警察
警察署
- 北海道旭川方面士別警察署

交番
- 駅前交番（士別市西3条9丁目782）

駐在所
- 朝日駐在所（士別市朝日町中央4520）
- 温根別駐在所（士別市温根別南１線6362-1）
- 上士別駐在所（士別市上士別16線南3）
- 多寄駐在所（士別市多寄36線西4）
- 中士別駐在所（士別市中士別4線東3）

### 消防
本部
- 士別地方消防事務組合消防本部

消防署
- 士別地方消防事務組合消防署（士別市東6条4-1）

支署
- 朝日市支署（士別市朝日町中央4040）

分遣署
- 上士別分遣署（士別市上士別町16線南2）
- 中士別分遣署（士別市中士別町4線東）
- 温根別分遣署（士別市温根別町7297-4）
- 多寄分遣署（士別市多寄町36線西4）

### 医療
主な病院
- 士別市立病院

### 郵便局
- 士別郵便局（集配局）
- 朝日郵便局（集配局）

- 士別中央通郵便局
- 士別大通郵便局
- 中士別郵便局
- 多寄郵便局
- 温根別郵便局

- 上士別郵便局
- 士別東簡易郵便局
- 下士別簡易郵便局
- 武徳簡易郵便局
- 川南簡易郵便局

## 対外関係

### 姉妹都市・提携都市

#### 日本国外
- オーストラリア連邦ニューサウスウェールズ州 ゴールバーン
1999年（平成11年）7月3日提携

#### 国内
- 愛知県 みよし市
2000年（平成12年）10月6日提携

## 経済

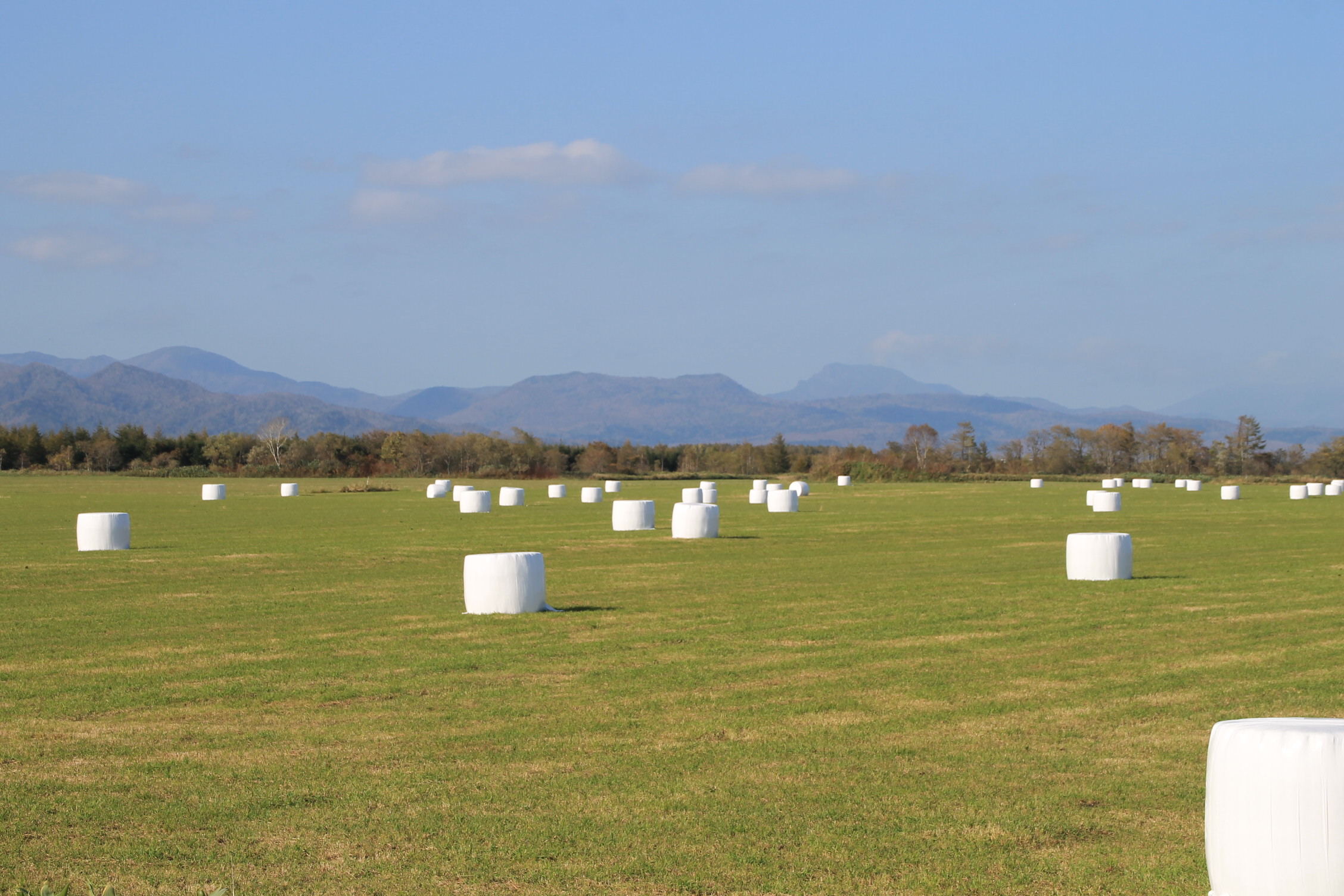
サフォークランド士別

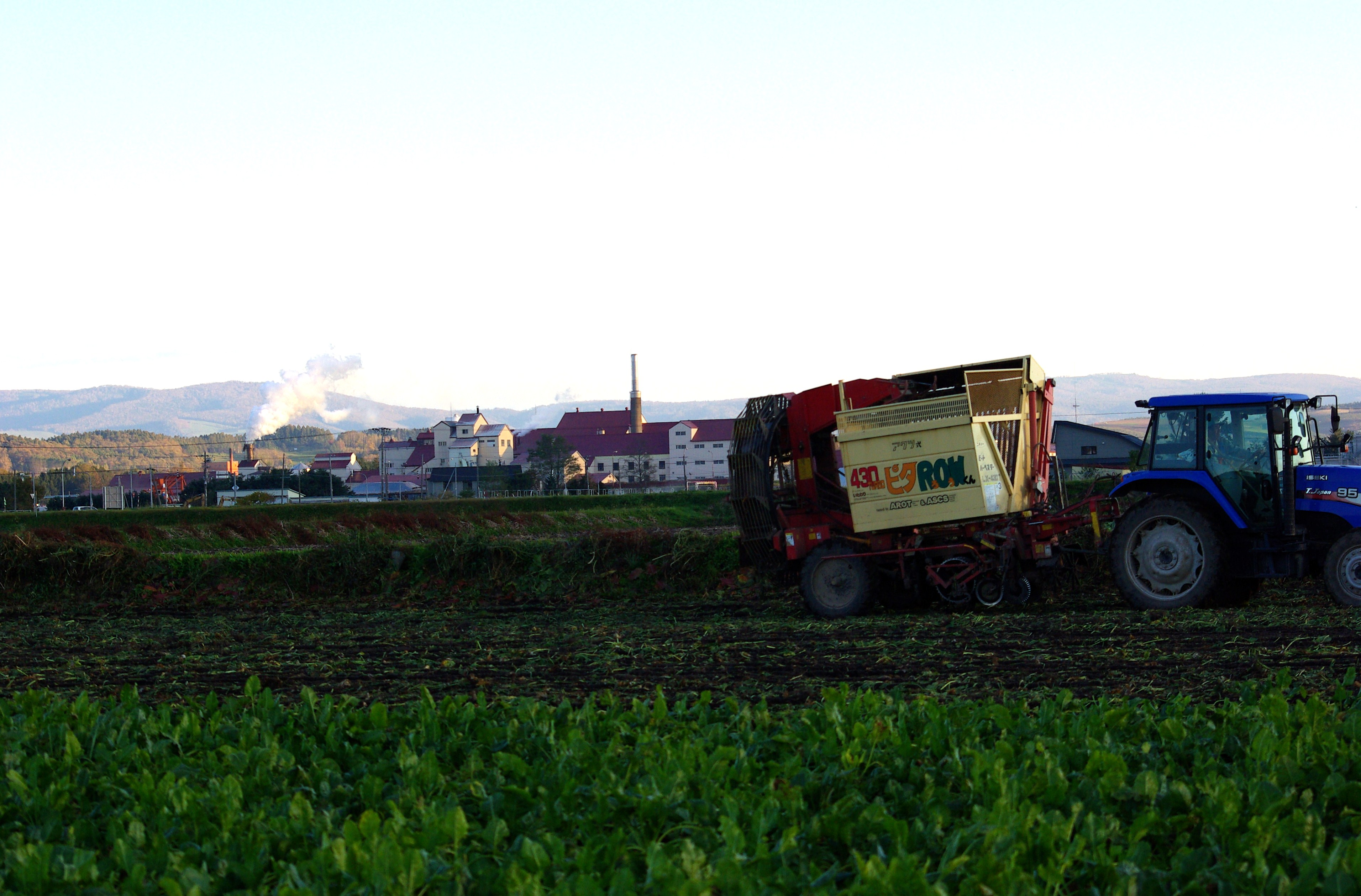
日本甜菜製糖士別製糖所とテンサイ畑

### 第一次産業
第一次産業が主たる産業であり、農業、林業、畜産業が経済の中核を担っている。大正時代には澱粉製造、昭和初期からは製糖が盛んとなり、現在も甜菜糖の工場があり、主要な産業となっている。
農業
- 甜菜糖

畜産業
- 「サフォークランド士別」をキャッチフレーズに羊の牧畜に力を入れており、市営の牧場にはサフォーク種を中心に約30種類のめん羊が飼育されている。

農協
- 北ひびき農業協同組合（JA北ひびき）
- 北海道農業共済組合（NOSAI北海道）
  - 上川北支所、士別家畜診療所

### 第二次産業
自動車・タイヤメーカーの試験場がつくられ、冬の厳しい寒さを利用した寒冷地試験が行われている。ミシュランのスタッドレスタイヤが当地で開発されたことから、ミシュランからは「スタッドレスの聖地」と呼ばれている。
立地企業
- トヨタ自動車 士別試験場
- ミシュラン
- ブリヂストン 北海道プルービンググラウンド
- ヤマハ発動機 士別テストセンター
- ダイハツ工業 北海道試験場
- 日本甜菜製糖 士別製糖所

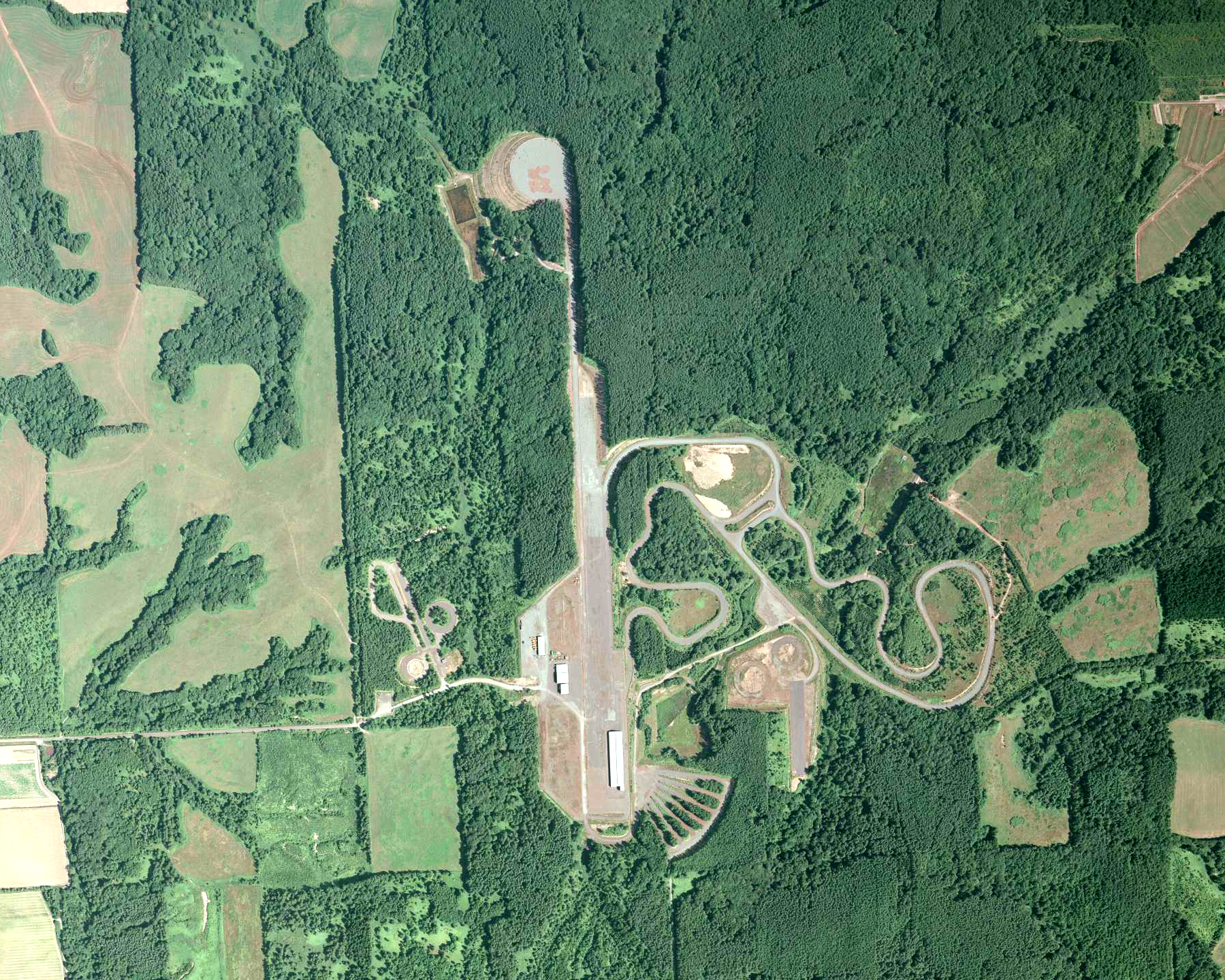
ブリジストン北海道プルーピンググラウンドの空中写真。2011年8月13日撮影。国土交通省 国土地理院 地図・空中写真閲覧サービスの空中写真を基に作成。
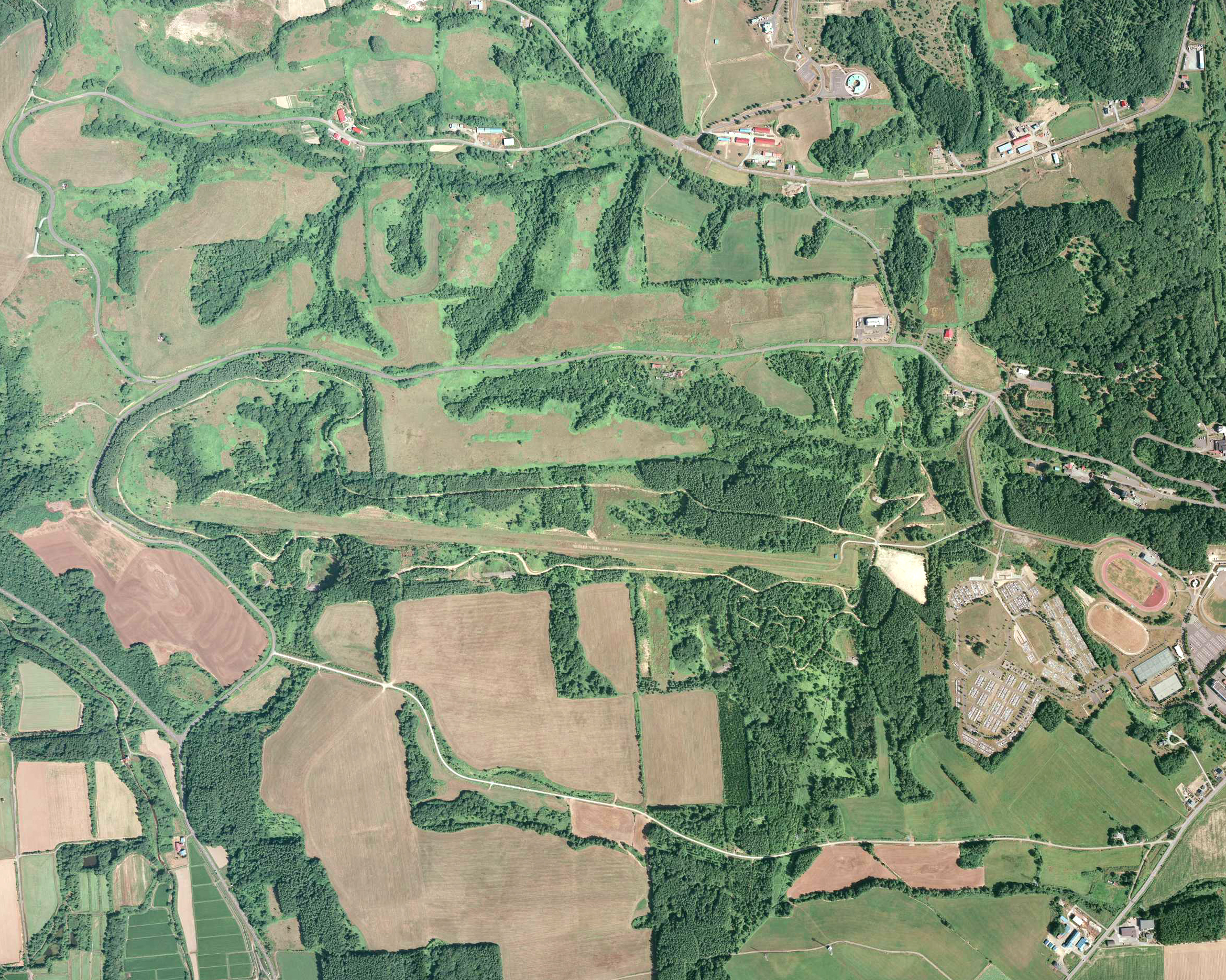
ヤマハ発動機士別テストセンターの空中写真。2011年8月13日撮影。国土交通省 国土地理院 地図・空中写真閲覧サービスの空中写真を基に作成。
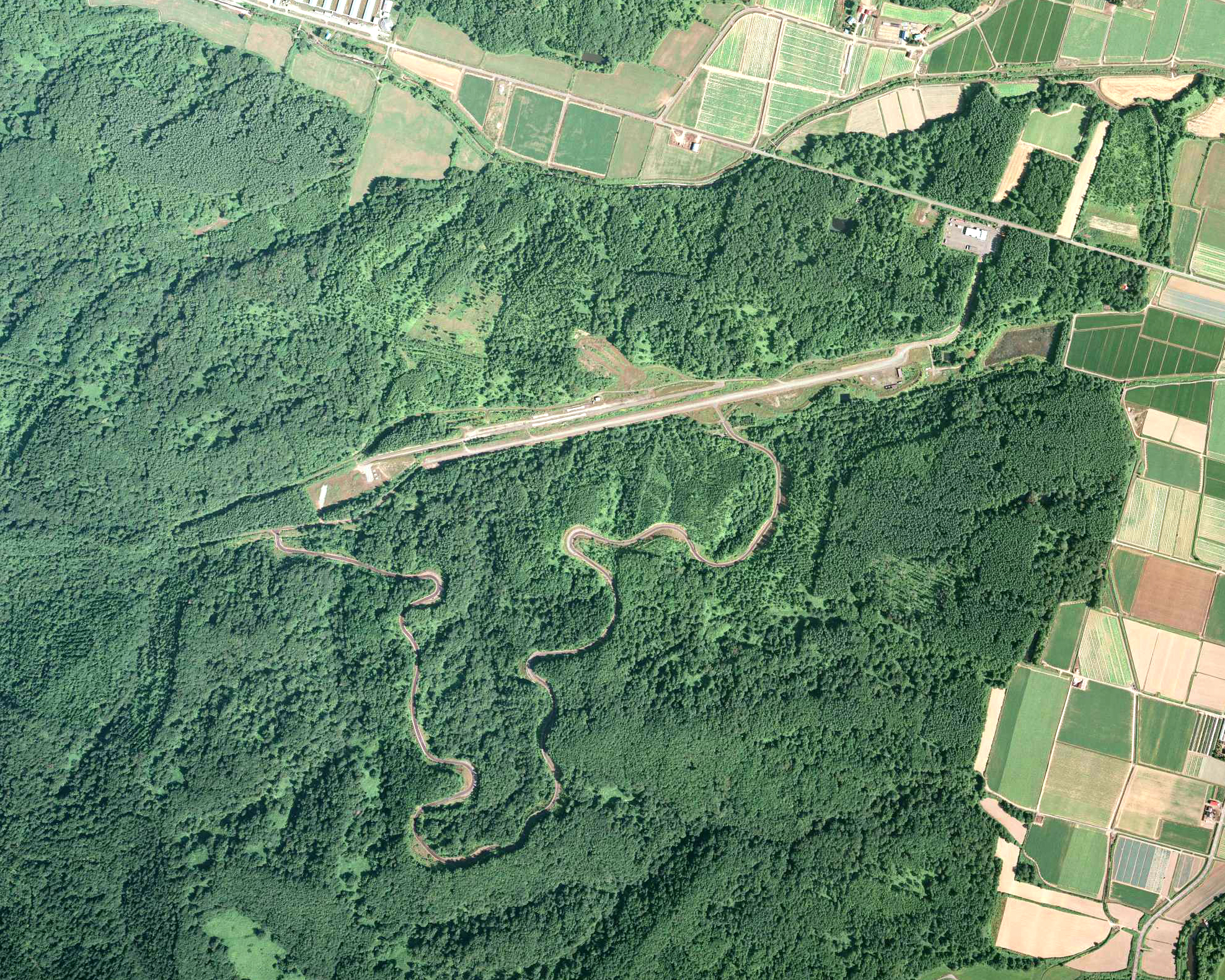
ダイハツ工業北海道試験場の空中写真。2011年8月13日撮影。国土交通省 国土地理院 地図・空中写真閲覧サービスの空中写真を基に作成。
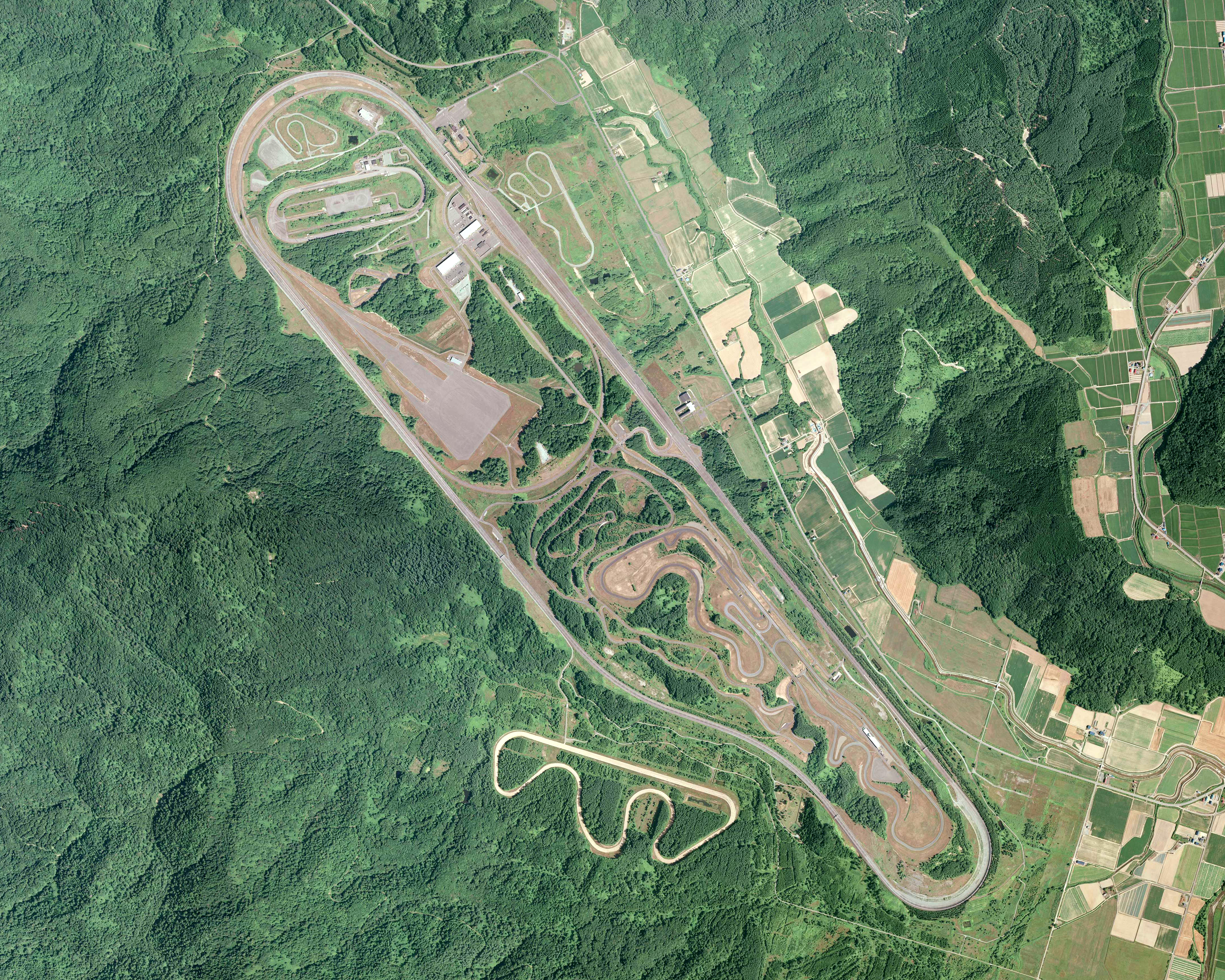
トヨタ士別試験場の空中写真。2011年8月13日撮影。国土交通省 国土地理院 地図・空中写真閲覧サービスの空中写真を基に作成。

### 第三次産業
主な金融機関
- 北星信用金庫士別中央営業部ほか3支店2出張所
- 北洋銀行士別支店
- 北海道銀行士別支店

物流
- ヤマト運輸：道北主管支店

北海道士別センター
- 佐川急便は市内に営業所がなく、名寄市にある名寄営業所が担当している。

## 情報・通信

### マスメディア

#### 中継局
- 上士別中継局

#### 新聞社
- 道北日報
- 北海道新聞士別支局

## 教育

### 高等学校
道立
- 北海道士別翔雲高等学校

市立
- 北海道士別東高等学校

### 中学校
市立
- 士別市立士別中学校
- 士別市立士別南中学校
- 士別市立上士別中学校
- 士別市立多寄中学校
- 士別市立朝日中学校

### 小学校
市立
- 士別市立士別小学校
- 士別市立士別南小学校
- 士別市立中士別小学校
- 士別市立上士別小学校
- 士別市立多寄小学校
- 士別市立温根別小学校
- 士別市立糸魚小学校

### 幼児教育
保育
- 市内には公立の認可保育所が3つ、僻地保育所が5つ、認可外保育所が4つある。認可外保育所のうち、こぶたの家保育園（NPO法人）では、乳児保育や給食を実施。休日保育・延長保育・一時保育・学童保育をこぶたの家保育園で実施している。つくも保育園（宗教法人）は2008年3月末に休止した。

## 交通

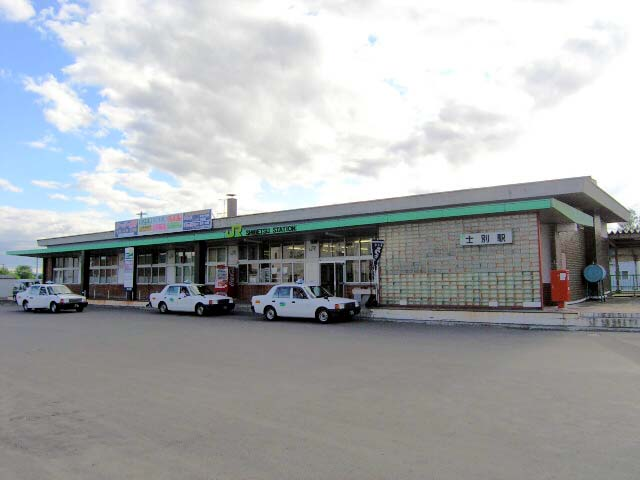
士別駅

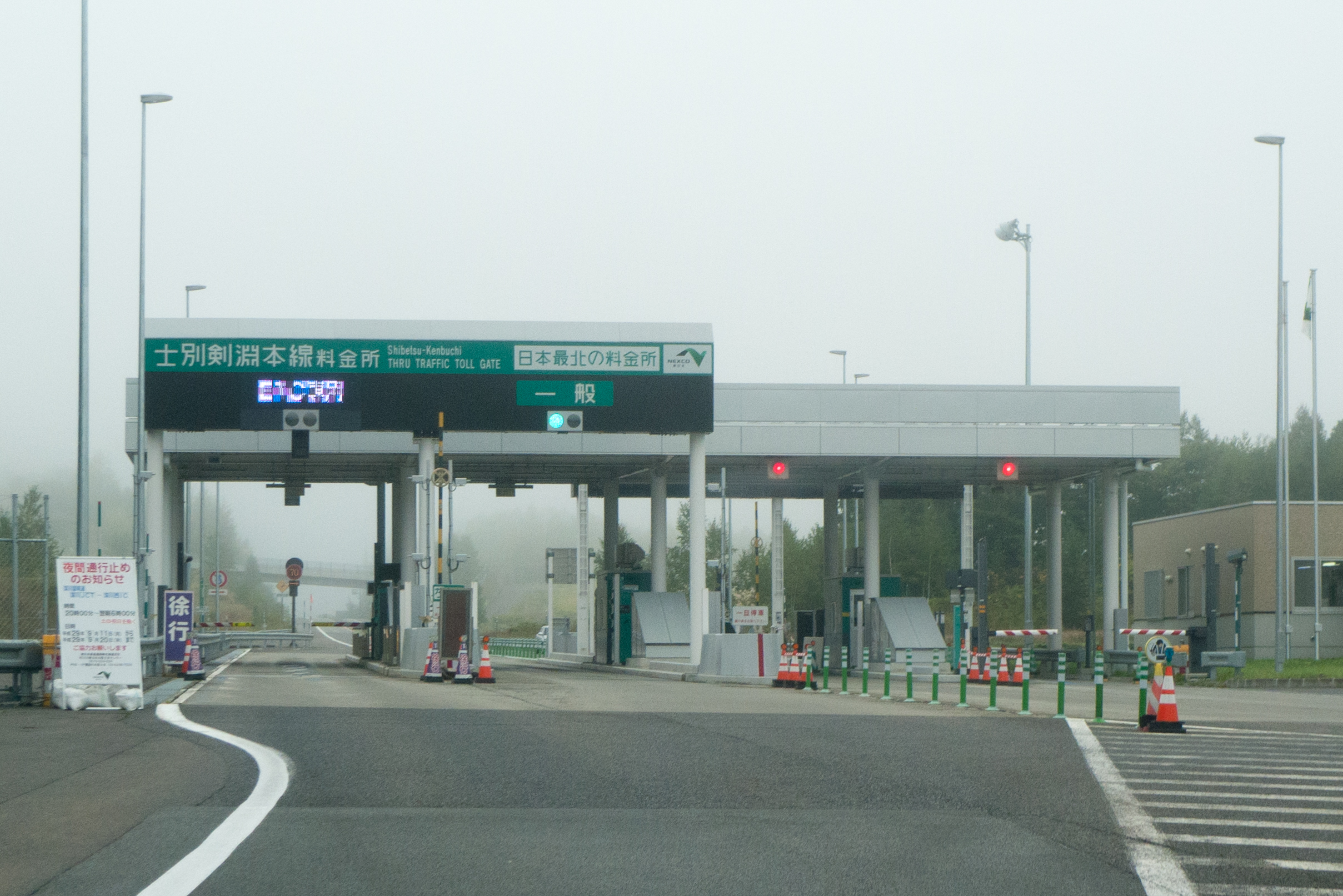
士別剣淵IC

### 空港
最寄りの空港
- 市内には空港はなく、東神楽町にある旭川空港が利用されることが多い。

### 鉄道
- 北海道旅客鉄道（JR北海道）
  - 宗谷本線：士別駅 - 多寄駅 - 瑞穂駅
    - 士別駅 - 多寄駅間にあった下士別駅は、2021年3月13日のダイヤ改正時に廃止された[10][11]。
- かつては士別軌道による路線も存在した（1959年廃止）。

### バス

#### 路線バス
- 士別軌道
- 道北バス

#### 高速バス
- 北海道中央バス（高速なよろ号）

### 道路

#### 高速道路
- 道央自動車道： - 士別剣淵IC - 多寄IC（事業中） -

#### 国道
- 国道40号
- 国道239号

| - 北海道道61号士別滝の上線 - 北海道道101号下川愛別線 - 北海道道205号上士別ビバカルウシ線 - 北海道道251号雨竜旭川線 - 北海道道293号温根別剣淵停車場線 - 北海道道297号士別停車場線 - 北海道道536号剣淵原野士別線 - 北海道道537号旭士別線 | - 北海道道639号上士別和寒線 - 北海道道850号瑞生下士別線 - 北海道道888号東陽多寄線 - 北海道道925号武徳下士別線 - 北海道道938号伊文政和線 - 北海道道976号西風連士別線 - 北海道道984号温根別ビバカルウシ線 - 北海道道1161号士別剣淵インター線 |

#### 道の駅
- 羊のまち 侍・しべつ

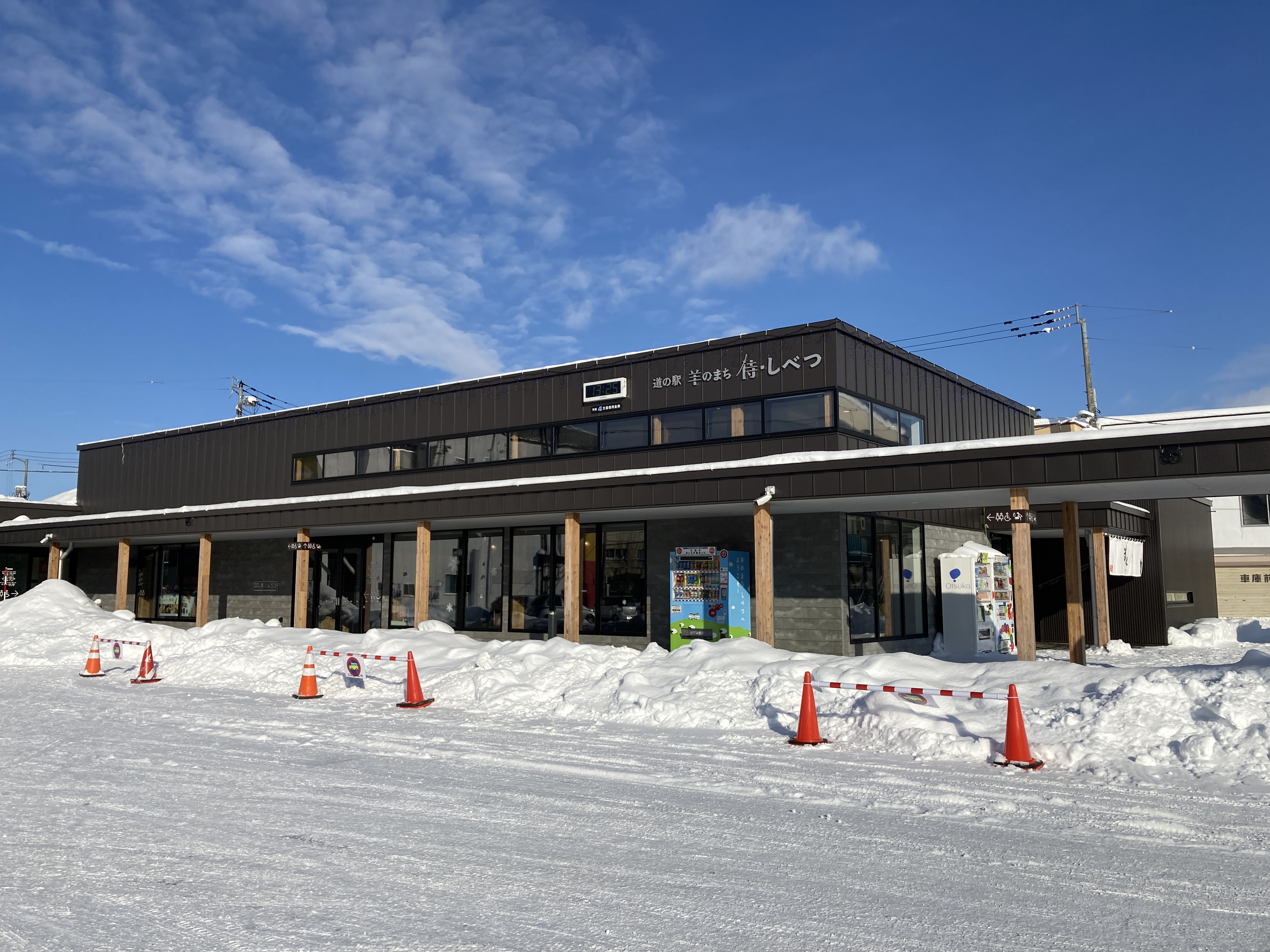
道の駅羊のまち 侍・しべつ

## 名所・旧跡・観光スポット

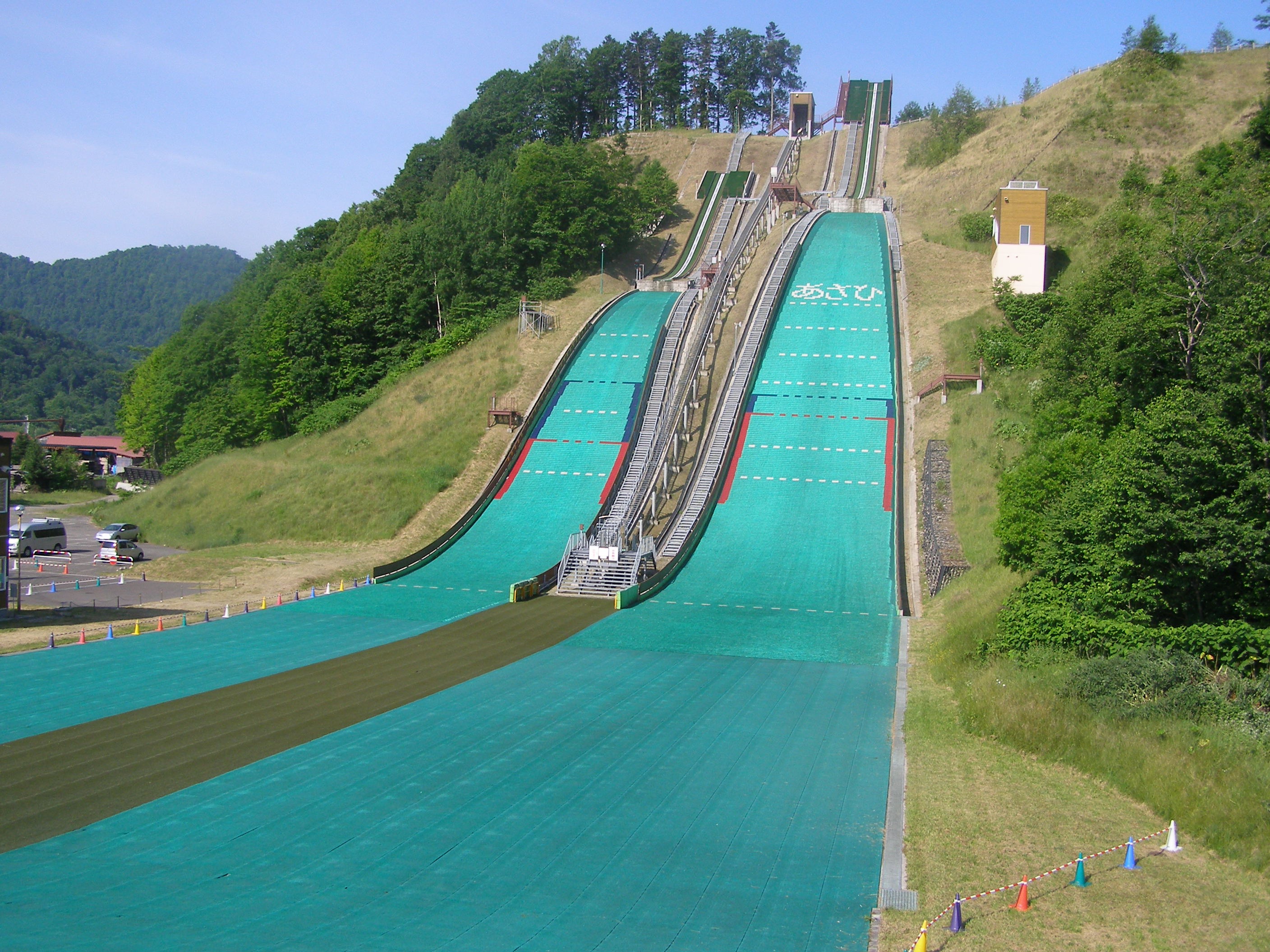
夏の三望台シャンツェ

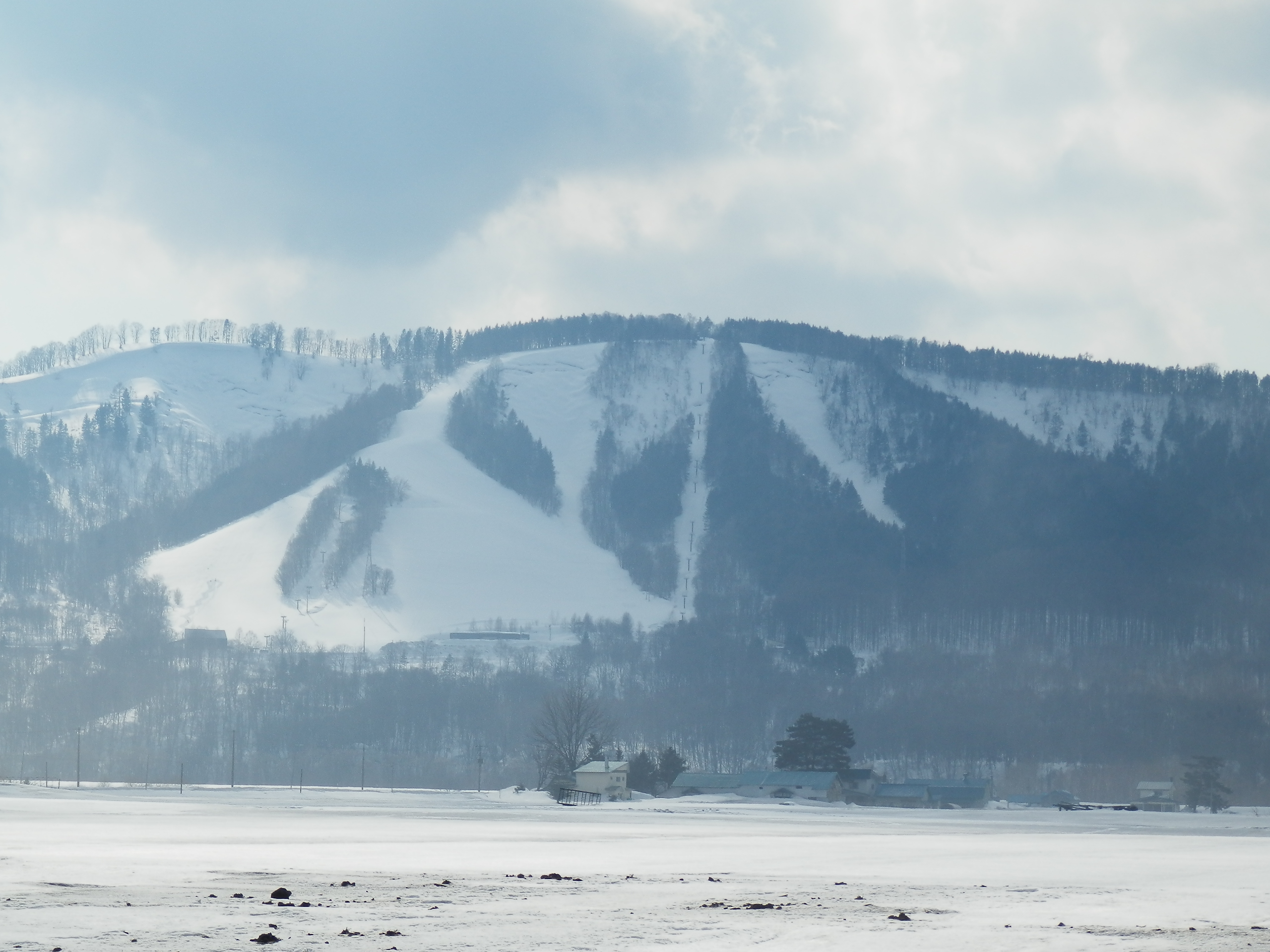
士別日向スキー場

### 名所・旧跡
主な寺院
- 勝福寺

### 博物館・文化財
- 士別市立博物館 - 1981年（昭和56年）7月1日開館[1]
- 士別屯田兵屋 - 西士別町ふどう公園
- 瑞穂獅子舞 - 瑞穂獅子舞保存会、瑞穂獅子舞伝習館
- 上士別遺跡 - およそ6000年前の縄文人の竪穴建物の遺跡。1971年発掘。
- 祖神の松
- あさひサンライズホール

### 観光スポット
- つくも水郷公園 - 天塩川横にある公園
- 羊と雲の丘 - 市西部の小高い丘。めん羊が放牧されている。市内が一望できるレストランもある。
- めん羊牧場 - 羊と雲の丘に隣接。様々な品種の羊が飼育されている。2007年7月から放送の『牛に願いを』のロケ地にもなった。
- かわにしの丘 - 士別剣淵ICの東に位置する美しい丘陵地帯。
- 岩尾内湖 - 天塩川をせき止めて出来たダム湖で、釣りやキャンプが楽しめる。
- 大和牧場 - 上士別町の山間にある542 haの広大な市営牧場。牛、及び馬の放牧が見られる。
- 三望台シャンツェ - 旧朝日町にあるスキージャンプ競技場、夏・冬通じて競技会や合宿が行われる。
- 道の駅羊のまち　侍・しべつ - 道内129番目の道の駅として、2021年5月1日にオープンした。

## 文化・名物

### 祭事・催事
- 瑞穂獅子舞 - 瑞穂獅子舞保存会、瑞穂獅子舞伝習館
- サフォークランド士別ハーフマラソン大会

### 名物･名産

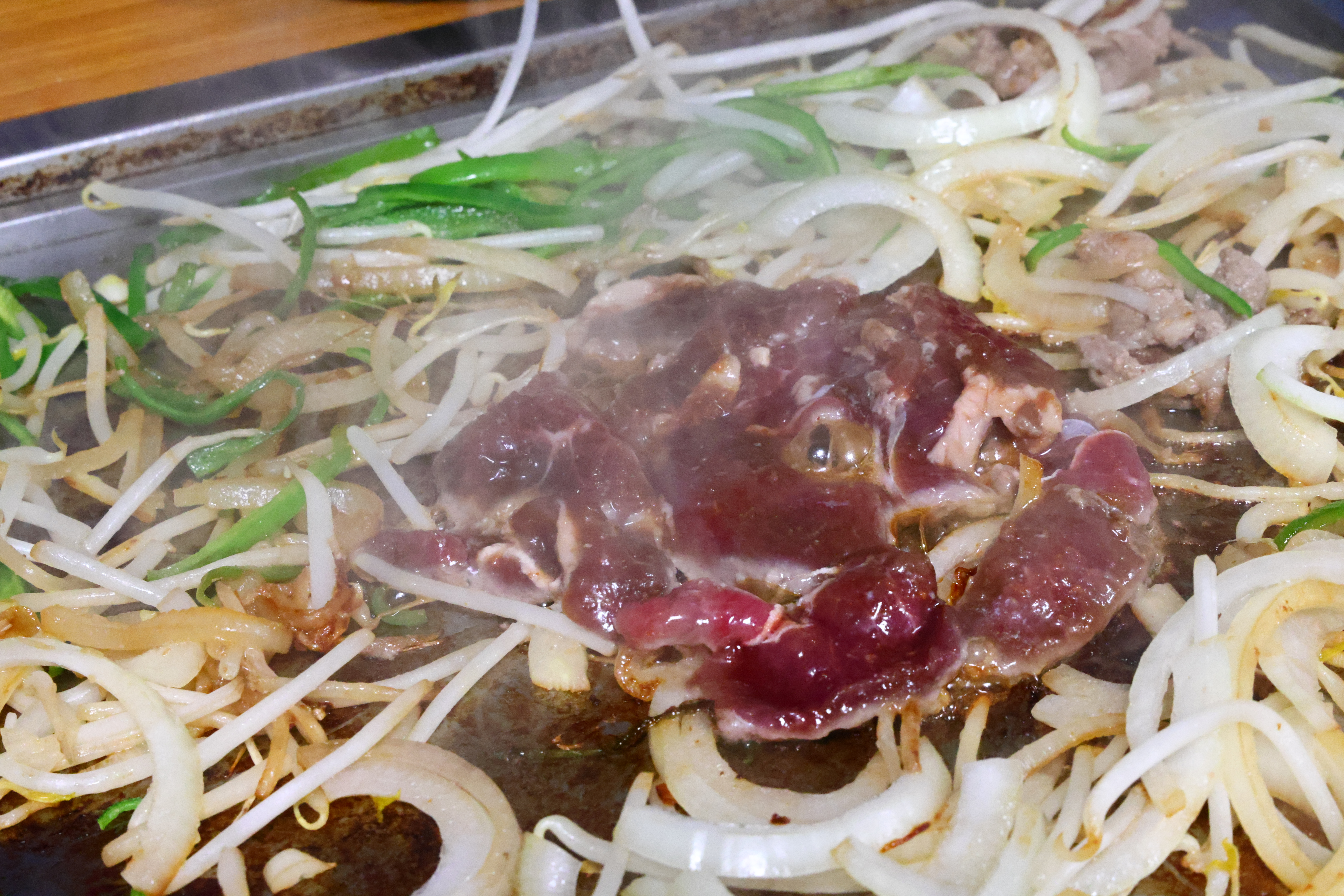
平たい鉄板で焼く士別のジンギスカン料理

- 士別サフォークラム・スープカレー&カレー - 士別市のご当地グルメ。
- サフォークせんべい - トリタ製菓製造の銘菓。
- ジンギスカン

### スポーツ
| 名称                 | 競技種目 | 所属リーグ               | 本拠地             | 運営会社・団体         | 設立   |
| -------------------- | -------- | ------------------------ | ------------------ | ---------------------- | ------ |
| 士別サムライブレイズ | 野球     | 北海道フロンティアリーグ | 士別市ふどう野球場 | 志BETSホールディングス | 2020年 |

### 娯楽
日本の映画館数がピークを迎えたのは1960年（昭和35年）であり、同年の士別市には士別劇場（西2条7丁目）、士別映劇（東1条4丁目）、上士別劇場（上士別町南二番）、栄座（上士別町）、温根別栄座（温根別町）、多寄劇場（多寄町）、テアトル銀映（東3条8丁目）の7館の映画館があった。士別市で最後まで残った映画館は1983年（昭和58年）閉館のテアトル銀映であり、映画のほかには旅芝居、浪曲、歌謡ショー、ストリップなどの興行が行われたこともあった。2014年（平成26年）、テアトル銀映で使用されていた1963年（昭和38年）製カーボンアーク式35ミリフィルム映写機1台が札幌市の北の映像ミュージアムに展示された。

## 出身･関連著名人

### 政治
- 佐々木隆博 - 衆議院議員
- 牧野勇司 - 前・士別市長

### 経済
- 北村浩史 - 道北日報社長
- 中野友雄 - 北海道電力社長・北海道経済連合会会長

### 文化
- 北村紗衣 - 文学者
- 高橋しん - 漫画家

### 芸能
- 猪狩翔一 - ミュージシャン (tacica)
- 宍戸美和公 - 女優
- 芹那 - タレント
- 増田みなみ - アイドル（元スルースキルズ）

### スポーツ
- 小椋裕介 - 陸上選手、男子ハーフマラソン日本記録保持者
- 鈴木健太郎 - 元プロサッカー選手
- 佐藤勇 - 騎手、調教師
- 輪島功一 - 元プロボクサー、元WBA・WBC王者
- 渡辺長武 - レスリングフェザー級金メダリスト

### 名誉市民
- 秋山孝太郎（馬鈴薯栽培の実績と地方議員としての功績）
- 國井英吉（第3代市長）
- 佐々木良五郎（第2代市長）
- 中西秀利（岩尾内ダム建設推進における功績）
- 久光鷹士（地方議員としての功績）
- 山崎永太（山崎糯開発者）

## その他
- 市外局番は0165で、和寒町、剣淵町、幌加内町と共通である。
- 作家の村上春樹が『羊をめぐる冒険』を書いた際、羊に関する取材のため士別を訪れている。その時の様子が『村上春樹全作品 1979〜1989〈2〉 羊をめぐる冒険』（講談社）の自身による解説に書かれており、作中にも士別市を思わせる記述がある[15]。また、『「ひとつ、村上さんでやってみるか」と世間の人々が村上春樹にとりあえずぶっつける490の質問に果たして村上さんはちゃんと答えられるのか?』（朝日新聞社、2006年（平成18年）11月）でも、読者とのやり取りの中で「これまで僕は北海道では、旭川と士別にもっぱら注目していたんですが」（364ページ）と発言している。  さらに村上春樹は士別に2回訪れたことを自ら回想している[16]。